# راؤول إنريكيز
راؤول إنريكيز (بالإسبانية: Raúl Enríquez)‏ (20 مايو 1985 في المكسيك - ) هو لاعب كرة قدم مكسيكي في مركز الهجوم. لعب مع نادي تشياباس ونادي تيخوانا ودورادوس سينالوا وPetroleros de Salamanca C.F.C. ‏ وMineros de Zacatecas ‏.

## وصلات خارجية
- راؤول إنريكيز على موقع إي إس بي إن إف سي (الإنجليزية)
- راؤول إنريكيز على موقع قاعدة بيانات كرة القدم.إي يو (الإنجليزية)
- راؤول إنريكيز على موقع Soccerway.com (الإنجليزية)
- راؤول إنريكيز على موقع AS.com (الإسبانية)